# 汐留出入口
汐留出入口（しおどめでいりぐち）は、東京都中央区と港区の境を走る海岸通りの上に存在する首都高速道路都心環状線の汐留JCT（廃止）に併設されているインターチェンジである。浜崎橋JCT方面の出入口のみ設置されているハーフインターチェンジである。

## 料金所施設
- ブース数：3

### 入口
- ETC・一般：２
- 閉鎖中：1

## 接続道路
- 東京都道316号日本橋芝浦大森線（海岸通り）

## 周辺
- 新橋駅
- 汐留駅
- 浜離宮恩賜庭園
- 汐留シオサイト

## 隣
首都高速都心環状線
(15,16)銀座出入口 - 汐留JCT/(18)汐留出入口 - 浜崎橋JCT - (19)芝公園出入口

## 仮乗継所
2012年7月8日より2013年12月15日まで首都高速八重洲線汐留JCT - 東京高速道路新橋出入口間の長期通行止め期間中は、汐留乗継所に代わって当出口に仮設の料金所として仮乗継所が設置された。ETC非搭載車が都心環状線内回りから東京高速道路を経由し八重洲線から直接八重洲西駐車場、日本パーキングセンターに入る場合には、当出口の仮乗継所で乗継券を受け取り、いったん一般道に降りた後に新橋出入口から東京高速道路に入り、西銀座乗継所の一般レーンで乗継券を渡すものとされた（ETC搭載車はETCレーンを通過する。八重洲東駐車場から東京高速道路を経由して都心環状線外回りに入る場合は逆のルートとなる）。乗継券は30分間のみ有効とされた。

## 汐留入口の本設工事について
汐留の入口（外回り）ランプについては、東京都の都市計画事業である東京都市計画道路環状第2号線整備に伴い、2011年から「仮設」の形で暫定運用されていたが、汐留入口の本設に向けた整備工事を実施することとなり、これに伴い2024年11月17日20時から同年12月13日6時までの予定で長期閉鎖される（出口は期間中も利用可能）。首都高速では閉鎖に伴う代替入口として、都心環状線の京橋（外回り）、銀座（外回り）、霞が関（外・内周り双方、ETC専用）、芝公園（外・内回り双方）および1号羽田線の芝浦（下り・羽田方面）を案内している。